# Фиренцуола, Аньоло
А́ньоло Фиренцуо́ла (итал. Agnolo Firenzuola, 1493—1543) — итальянский писатель XVI века.

## Биография
Фиренцуола родился во Флоренции. Его род происходил из городка Фиренцуола в Тоскане. Учился юриспруденции в Сиене (где общался с гуманистом Клаудио Толомеи) и Перудже (где подружился с Пьетро Аретино).
Около 1517 года получил степень доктора права, вступил в орден валломброзов и обосновался в Риме. Активно участвовал в культурной жизни при дворе папы Льва X. Поддерживал дружеские отношения с Франческо Мольца, Аннибале Каро, Джованни делла Каза.
Переждав краткий период правления Адриана VI, вернулся в Рим при Клименте VII (1523). С 1525 года, после кончины своей возлюбленной и начала болезни (сифилис), временно отошел от литературной деятельности. Возможно, наряду с Франческо Берни, Мольца, Каро и Делла Каза принял участие в основании Академии деи Виньяйоуоли (виноградарей). Некоторое время работал адвокатом. В 1538 году вернулся в орден. Назначен аббатом монастыря Святого Спасителя в Ваяно (близ Прато), но затем был лишен бенефиция и остался почти без средств к существованию. Скончался в Прато.

## Творчество
Единственное опубликованное при жизни сочинение Фиренцуолы — трактат «Изгнание литер, без пользы добавленных в язык тосканский» (1524). В нём автор полемизирует с концепцией Джан Джорджо Триссино, рекомендовавшего усовершенствовать вольгаре за счет обогащения алфавита рядом греческих букв.
Около 1520 года Фиренцуола приступил к переводу на итальянский язык романа Апулея «Золотой осёл»; эта работа растянулась на много лет. Версия Фиренцуолы приближена к современным ему реалиям: здесь фигурируют итальянские города Болонья, Венеция и Анкона, античный колорит отчасти устранен, роман приближен к новеллистической книге ренессансного типа.
Перу Фиренцуолы принадлежит также несколько поэтических сочинений, включая уникальную в жанрово-стилистическом отношении поэму «Слёзы на жестокую смерть благородного неаполитанского юноши» и написанное белым стихом стихотворение «О своей болезни»; переложение на вольгаре одной из книг «Панчатантры», где действие, как и в случае с «Золотым ослом», перенесено в современную автору Италию. Кроме того, известны две сочинённые Фиренцуолой комедии: «Жена трёх мужей» и «Два Лючидо» (последняя представляет собой переработку популярного в ту пору в Италии сюжета Плавта).

### «Беседы»

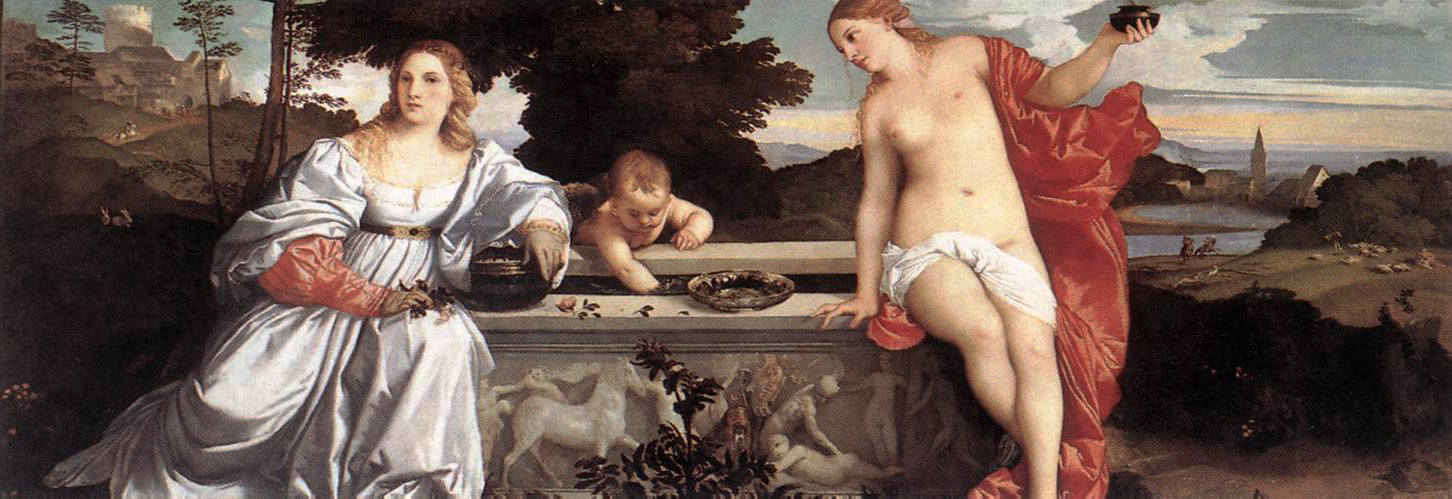
Наряду с рассуждениями о литературном языке соотношение Любви земной и Любви небесной — центральная тема книги «Беседы»

Наиболее известное из сочинений Фиренцуолы — «Беседы» (итал. Ragionamenti); нередко эту книгу именуют «Беседами о любви». Традиция «Декамерона» Боккаччо и «Азоланских бесед» Пьетро Бембо соединяется здесь с эзотерическими выкладками, включая нумерологию. Действие книги разворачивается на фоне прекрасной природы (вилла Поццолатико близ Флоренции); трое дам (включая возлюбленную автора Костанцу Амаретту) и трое юношей (включая Чельсо — alter ego Фиренцуолы) по примеру героев Боккаччо рассказывают новеллы и сочиняют стихотворения. Каждый из дней «королева» делит на шесть частей, каждая из которых посвящена определённому занятию.

По словам И. Н. Голенищева-Кутузова, 
В предисловии автора к сборнику отразились идеи трактатов о любви эпохи позднего Возрождения… Типично для времени также рассуждение о двух Венерах, земной и небесной. Хотя в предисловии небесной отдаётся предпочтение, в самих новеллах любовь героев Фиренцуолы преимущественно чувственна.
В обществе, изображённом здесь Фиренцуолой, очень важную роль играют женщины; в другом сочинении писателя, трактате «Чельсо», им отводится вспомогательная роль.

### «Чельсо, или О красотах женщин»

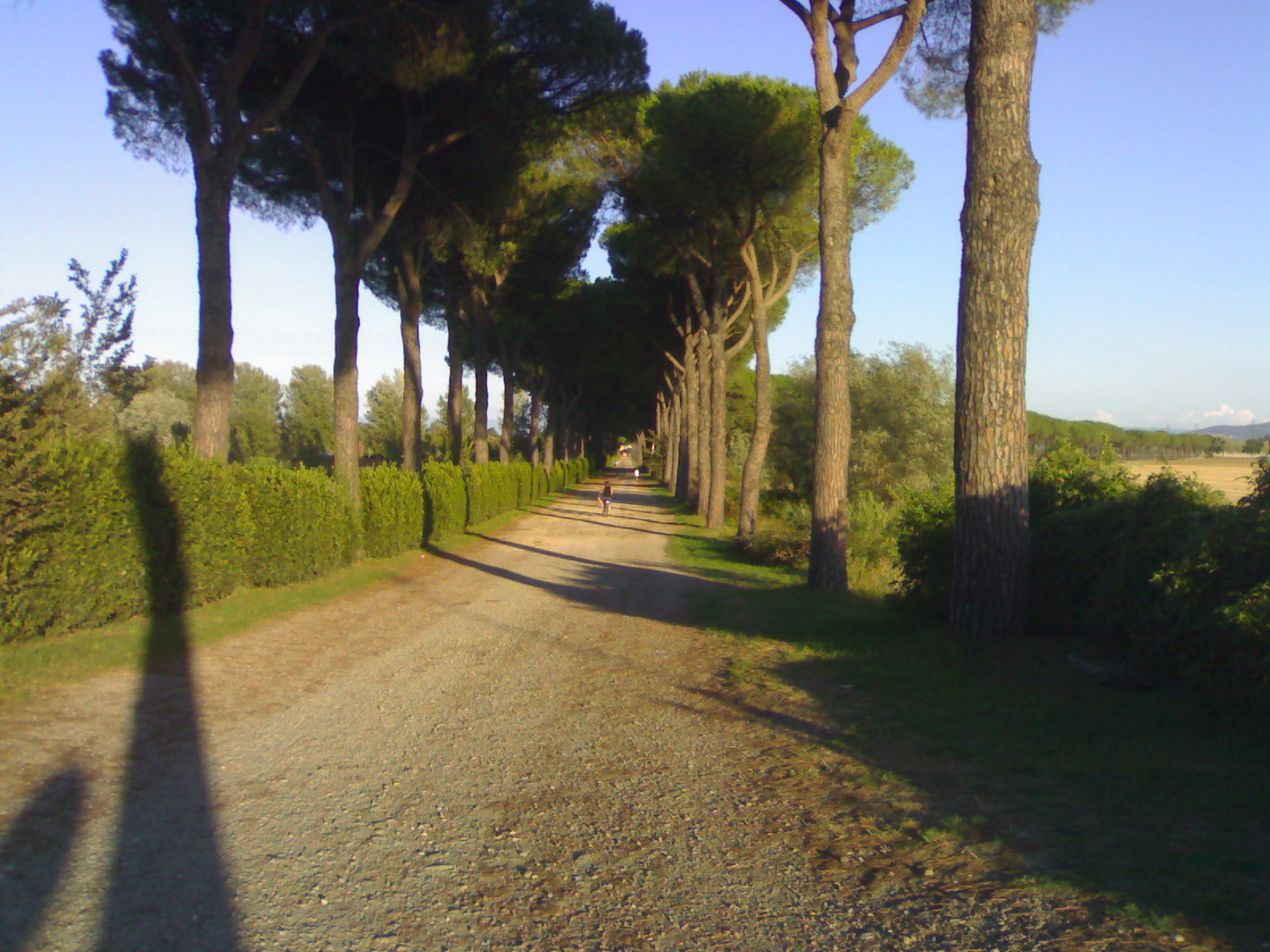
Живописные окрестности Прато — место действия книги «Чельсо»

Состоящий из двух диалогов трактат «Чельсо, или О красотах женщин» развивает тематику «Бесед». Время действия — лето 1540 года; по желанию благородных дам (их имена — Лампиада, Аморрориска, Сельваджа и Вердеспина) Чельсо излагает своё понимание женской красоты. В первом диалоге содержатся рассуждения общего характера, во втором они подвергаются конкретизации; Чельсо составляет портрет идеальной красавицы («химеры»). Здесь несомненно влияние эстетики маньеризма.